# Alarikov brevijar
Alarikov brevijar ili Alarikov zakonik (lat. Lex Romana Visigothorum, Breviarium Alaricianum).
Naredio ga je napraviti vizigotski kralj Alarik II. Brevijar je u naravi rekompilacija rimskih zakona i proglasa za njegove "rimske" podanike. Zakonik je objavljen 506. godine. Brevijar sadrži 16 knjiga Teodozijeva zakonika, djela Teodozija II., Valentinijana III., Marcijana, Majorijana, Libija Severa, Gajeve Institucije, pet knjiga Sententiae Receptae (Izrekâ) Julija Paula, trinaest knjiga Gregorijanova kodeksa, dva naslova iz Hermogenijanova kodeksa te odlomak prve knjige  Responsa Papiniani Emilija Papinijana.